# Nysvenska Rörelsen
Le nouveau mouvement suédois (en suédois : Nysvenska Rörelsen) était un mouvement politique d'extrême droite en Suède. Son idéologie se basait sur un fort nationalisme, sur le corporatisme et l'anticommunisme ainsi que sur un culte de la personnalité autour de Per Engdahl.

## Historique
Engdahl fonde l'organisation en 1941 sous le nom d'« Opposition suédoise » (Svensk Opposition) après que ses partisans et lui se soient séparés de la Ligue nationale suédoise. Il désigna l'idéologie du groupe comme nysvenskhet, c'est-à-dire « Nouvelle Suédoise ».

## Idéologie
Pendant la Seconde Guerre mondiale, l'organisation était partisane du Troisième Reich. Le mouvement rejetait toutefois ouvertement le national-socialisme en s'inspirant plutôt du fascisme de Benito Mussolini, tout en cherchant également à unifier tous les groupes anti-démocrates, qu'ils soient fascistes ou non. Selon les archives suédoises, le groupe comptait 8 632 membres et a joué un rôle central dans la tentative de création d'une association européenne de partis et d'associations fascistes, le Mouvement social européen (MES).
Le fondateur d'IKEA, Ingvar Kamprad, en fut membre de 1942 à 1945.